# Marada Strijdkrachten
De Marada Strijdkrachten (Arabisch: تيار المردة , Quwwat al-Maradah), is een Libanese politieke partij en voormalige militie. Haar machtsbasis bevindt zich in Zgharta (Zghorta) en de partij wordt volledig gedomineerd door de Maronitische Franjieh-clan.
De Marada Strijdkrachten werden in 1968 opgericht als Zgharta Bevrijdingsleger door Suleiman Franjieh en diende in feite als zijn privé-militie. Toen Franjieh in 1970 tot president van Libanon werd gekozen, verstrekte hij (illegaal) wapens die bedoeld waren voor het leger aan het Zgharta Bevrijdingsleger. De naam van het Zgharta Bevrijdingsleger werd gewijzigd in Marada Brigade (Arabisch: Liwa' al-Maradah) en Suleiman Franjiehs zoon Tony werd aan het hoofd van de militie gesteld. De naam Marada verwijst naar legendarische strijders uit de vroege Middeleeuwen.
Toen in 1975 de Libanese Burgeroorlog begon, sloot de Marada Brigade zich aan bij het Libanees Front van Christelijke (Maronitische) partijen. Strijders van de Marada Brigade werden onderdeel van de gewapende tak van het Libanees Front, de Forces Libanaises onder Bashir Gemayel van de Falangistische Partij. Veel Marada strijders vochten bij het front in Tripoli.
In 1978 viel het Libanees Front uiteen omdat Suleiman Franjieh tegen de steun van Israël aan het Front was. Franjieh woonde daarna geen bijeenkomsten van het Libanees Front bij en leunde daarna sterk op Syrië (Franjieh was altijd al pro-Syrisch). In juni 1978 werd het huis van de familie Franjieh in Ehden aangevallen door de Forces Libanaises aangevallen. Tony Franjieh, diens vrouw en tweejarig dochtertje, alsmede 30 anderen om het leven. Vermoedelijk had Bashir Gemayel uit wraak de aanval bevolen. Hierna kwam het tot een openlijke strijd tussen de FL en de Marada Brigade. De Franjieh familie koos openlijk partij voor de Moslim-milities en was voorstander van de Syrische aanwezigheid. In (het Christelijke bolwerk) Zghorta, de thuisbasis van de familie Franjieh en de Marada Brigade werden Syrische militairen gestationeerd om de Marada Brigade te helpen bij het afslaan van aanvallen van het FL en de Falangisten. Het kwam soms tot felle gevechten tussen de Marada's en het Syrische leger enerzijds en de Falangisten en de FL anderzijds. Soms gijzelden Marada's Falangisten (en andersom) om hen te gebruiken als ruilmiddel om gevangengenomen Marada's vrij te krijgen. Dankzij de Syrische steun waren de Falangisten en de FL niet in staat om de Marada Brigade te verslaan.
In 1979 werden Bashir Gemayels dochter en bodyguards gedood door het afgaan van een autobom. Op 14 september 1982 kwam Bashir, daags na zijn verkiezing tot president van Libanon met zijn volgelingen in het hoofdkwartier van de Falangistische Partij in Beiroet bij een bomaanslag om het leven. Het is nooit duidelijk geworden of de Marada Brigade hier verantwoordelijk voor was. In ieder geval werd hierna door het FL het Bloedbad van Shabra en Shatila aangericht onder voornamelijk Palestijnse vluchtelingen in vluchtelingenkampen.
Na de moord op Tony Franjieh werd de Marada Brigade geleid door Robert Franjieh, maar hij werd als een zwak politicus beschouwd. Zijn neef, Suleiman Franjieh Jr., de zoon van Toni, klom in de jaren 80 als tiener op tot leider van de Marada Brigade en gaf haar een nieuwe naam, de Marada Strijdkrachten. Suleiman Franjieh Jr. bleef de pro-Syrische koers van zijn grootvader volgen.
Na de Libanese Burgeroorlog (1990/1991) werd Suleiman Franjieh Jr. minister en vormde de Marada Strijdkrachten om tot een soort politieke beweging. De Marada Brigade werd echter niet ontwapend. Thans maken de Marada Strijdkrachten deel uit van het pro-Syrische Weerstand- en Ontwikkelingsblok waar ook Amal, Hezbollah, de Syrische Sociaal-Nationalistische Partij, de Ba'ath-partij, Kataeb Pakradouni en onafhankelijken deel van uitmaken. Suleiman Franjieh Jr. is een van de machtigste pro-Syrische Maronitische politici in Libanon. Hij is een goede vriend van de voormalige Syrische president Bashar al-Assad.

## Voetnoten
1. ↑  Naast de Marada Strijdkrachten mocht alleen Hezbollah haar wapens behouden

## Bron
- Historical Dictionary of Lebanon, door As'ad AbuKhalil (1998)